# マルゲリータ・ダウストリア (パルマ公妃)
マルゲリータ・ダウストリア（Margherita d'Austria）またはマルゲリータ・ダズブルゴ（Margherita d'Asburgo, 1522年7月5日 - 1586年1月18日）は、パルマ公オッターヴィオ・ファルネーゼの妃。神聖ローマ皇帝兼スペイン王カール5世の庶子で、母はフランデレン人のヨハンナ・マリア・ファン・デル・ヘインスト（Johanna Maria van der Gheynst）。スペイン語名はマルガリータ・デ・アウストリア（Margarita de Austria）。

## 生涯
1521年10月22日、オーデナルドを訪れたカール5世は、ある宴会で出会った没落貴族の娘であったマルガレータ・ファン・ヘースト（通称ヨハンナ）と出会い、ひと時を過ごすと12月12日まで滞在し、いくばくかの金を渡すとともにこの町を去った。
翌1522年に生まれたマルガリータは認知され、父方の大叔母マルグリット、後に叔母マリアの下、ネーデルラントで育つ。1536年、フィレンツェ公アレッサンドロ・デ・メディチと結婚するが、1年後に夫が暗殺される。1538年、オッターヴィオ・ファルネーゼと再婚、1545年に双子の男児カルロとアレッサンドロを生むが、育ったのはアレッサンドロのみだった。
父によって1554年6月6日付で作成された遺言書では、マルガリータを「朕の娘として、大いなる美徳と憐憫の情を以って尊厳し、厚遇するように」と記された。
1559年、異母弟のスペイン王フェリペ2世の要請によりネーデルラント17州の総督となり、反動的属領政策に協力した。しかし、カルヴァン派を信仰する現地のブルジョアジーであるゴイセン同盟の進出、大衆蜂起など反抗が激化、これらを抑えられずにアルバ公フェルナンド・アルバレス・デ・トレドと交代させられた。
1567年以後、イタリアに隠遁した。